# Melchior van Herbach

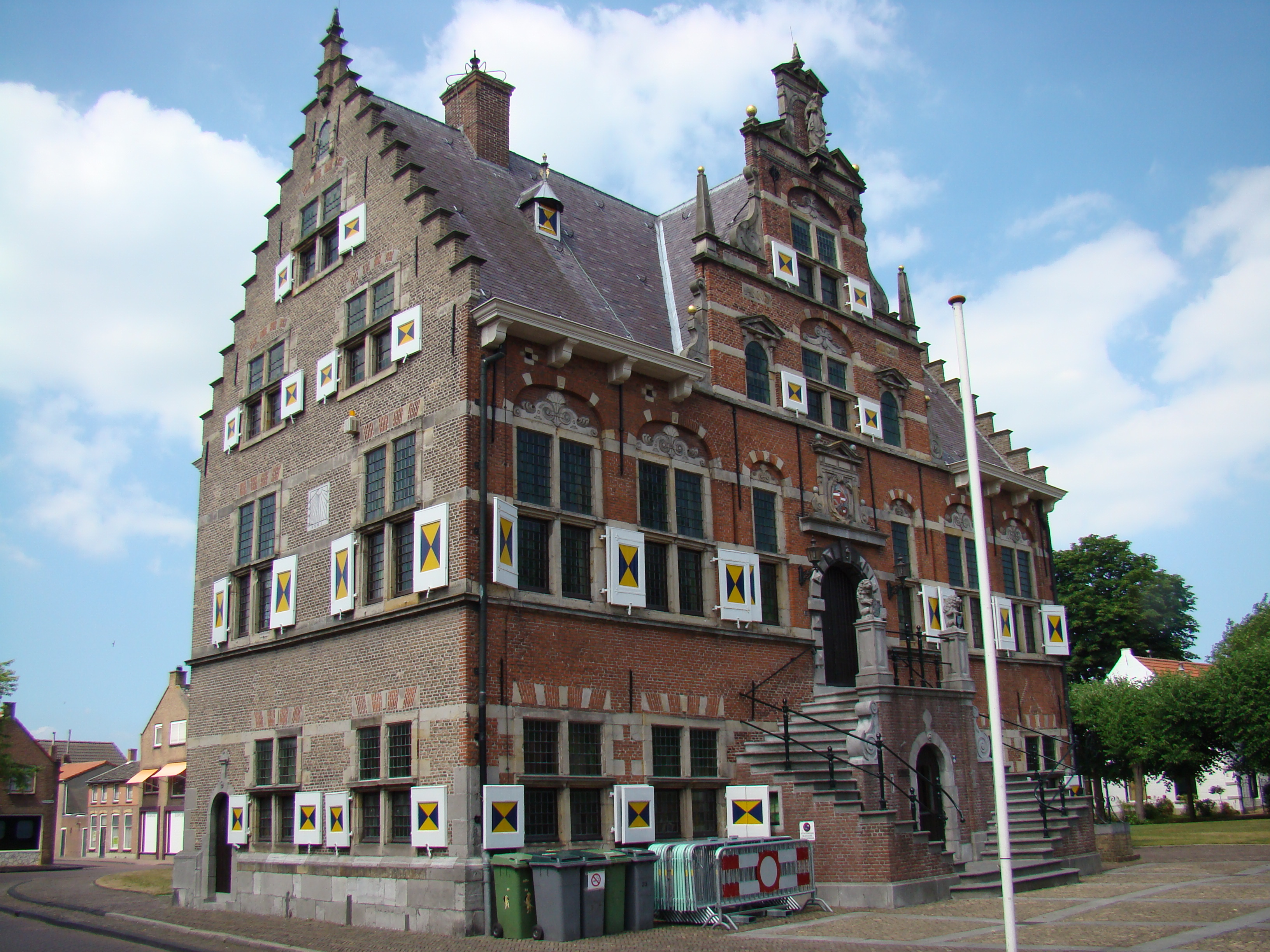
Het door Melchior van Herbach ontworpen stadhuis van Klundert

Melchior van Herbach (Antwerpen, 1579 – ?), waarvan de familienaam ook gespeld wordt als: Herbarch, Harbarch, of Harback, was een Nederlands steenhouwer en architect, die werkte in maniëristische stijl. Het voorbeeldenboek van Hans Vredeman de Vries werd door hem gehanteerd.
Hij is geboren in Antwerpen in Brabant en trouwde met Maria van den Bergh, de dochter van een suikerraffineur. In 1614 maakte hij een ontwerp voor de Friese Binnenpoort te Alkmaar, die in 1802 werd gesloopt, en in 1617 van de stenen poort van het voormalige Vleeshuis te Breda. 
In 1621 werkte hij aan het Stadhuis van Klundert als bouwmeester in dienst van Prins Maurits. Mogelijk ontwierp hij ook het raadhuis van Ooltgensplaat (1617-1618) en voorts zou hij betrokken zijn bij de bouw van het Mauritshuis te Willemstad (1623).